# Mario Grech
Mario Grech (Qala, 20. veljače 1957.) malteški je katolički prelat koji je od 2020. generalni tajnik Biskupske sinode. Prethodno je bio biskup Goza od 2005. do 2019. i generalni protajnik Biskupske sinode od 2019. do 2020. godine.
Papa Franjo je 25. listopada 2020. najavio da će imenovati kardinalom na konzistoriju zakazanom za 28. studenog 2020. Na tom ga je konzistoriju papa Franjo imenovao kardinalom-đakonom crkve Santi Cosma e Damiano. Dana 16. prosinca imenovan je članom Papinskog vijeća za promicanje jedinstva kršćana.